# كرود بوستر
كرود بوستر (بالإنجليزية: Crude Buster)‏ (باليابانية: クルードバスター) ، هي لعبة فيديو إلكترونية يابانية من نوع منصات والضربة العنيفة، أنتجت سنة 1991م، وتعمل لنظامي التشغيل آركيد وسيجا ميجا درايف، وهي من إنتاج ونشر شركة داتا إيست اليابانية.

## مسادر
1. ↑  "Crude Busters." Computer and Video Games. June 1990. p. 90.
2. ↑  "Crude Buster." Crash. May 1990.
3. ↑  "Crude Buster." Sinclair User. June 1990. pp. 56-57.
4. ↑  Mega magazine issue 1, page 76, Future Publishing, Oct 1992
5. ↑  Harris، Craig (16 فبراير 2012). "Data East Arcade Classics Review". IGN. مؤرشف من الأصل في 2017-11-08. اطلع عليه بتاريخ 2013-01-14.

## وصلات خارجية
- كرود بوستر على موبي غيمز
- كرود بوستر على موقع القائمة القاتلة لألعاب الفيديو
- Crude Buster at arcade-history